# Sé quién eres tú (álbum)
Sé Quién Eres Tú é o segundo disco em espanhol da banda australiana Planetshakers lançado em 11 de novembro de 2016. Este álbum foi nomeado pelos Dove Awards na categoria: "Álbum de língua espanhola do ano 2016". Pertence ao rótulo Integrity Music e é distribuído de forma intercambiável pela Canzion. Foi gravado em Bogotá, Colômbia, com sessões ao vivo e de estúdio produzidas por Joth Hunt vocalista principal da banda Planetshakers.
Ao contrário do seu primeiro álbum em espanhol "Nada Es Imposible", o álbum "Sé quién eres tú" é interpretado pelos cantores do grupo colombiano "Su Presencia" e Pastor Danilo Montero, que participaram do único #LetsGo. Este é o segundo álbum em espanhol apresentado pela Planetshakers, após o lançamento de Nada Es Imposible em 2014.
Sé Quién Eres Tú tem 11 canções de elogios e adoração das produções de Overflow: Live, Momentum (Live in Manila) (EP) e #LETSGO, este foi nomeado pelos Dove Awards.

## Prêmios
Planetshakers foi nomeado para o GMA Dove Awards na categoria: "Álbum de língua espanhola do ano" "Sé quién eres tú" (feat. Su Presencia) do ano de 2016.
Planetshakers (feat. Su Presencia) foram nomeados para Premios Arpa em 2016 na categoria: "Melhor música em participação" "Sé quién eres tú".
| N°       | Título                                                       | Duração |
| -------- | ------------------------------------------------------------ | ------- |
| 1        | Ven aquí (Come Right Now) (feat. Su Presençia)               | 3:23    |
| 2        | #LETSGO (feat. Sua Presença)                                 | 4:01    |
| 3        | Se Trata De Ti (All About You) (feat. Sua Presençia)         | 3:25    |
| 4        | Sé Quién Eres Tú (I Know Who You Are) (feat. Su Presencia)   | 3:49    |
| 5        | Con Solo Un Toque (Just One Touch) (feat. Su Presencia)      | 6:18    |
| 6        | Te Quiero A Ti (I Just Want You) (feat. Su Presencia)        | 4:43    |
| 7        | Momentum (feat. Su Presencia) (En vivo)                      | 3:44    |
| 8        | Nuevo Tiempo (New Era) (feat. Su Presencia)                  | 3:49    |
| 9        | Frente A Frente (Face To Face) (feat. Su Presencia)          | 5:42    |
| 10       | Hogar (Home) (feat. Su Presencia)                            | 5:05    |
| 11       | Glorioso Encuentro (Glorious Collision) (feat. Su Presencia) | 3:55    |
| Duração: | Duração:                                                     | 47:59   |